# Becanj (vrh)
Becanj je jedan od vrhova na planini Trebavi u Republici Srpskoj, BiH. Nalazi se u neposrednoj blizini grada Doboja. Njegova nadmorska visina iznosi 566 m.